# Impellitteri (álbum)
Stand in Line es el primer EP de la banda de heavy metal estadounidense Impellitteri.

## Lista de canciones
1. Lost in the Rain - 2:57
2. Play with Fire - 3:20
3. Burning - 3:05
4. I'll Be Searching - 3:55

## Personal
- Rob Rock - voz
- Chris Impellitteri - guitarra
- Ted Days - bajo
- Loni Silva - batería